# Wild Youth
Wild Youth es una banda irlandesa de indie rock formada en Dublín en 2016, compuesta por David Whelan (voz/guitarra), Conor O'Donohoe (teclados/voz), Ed Porter (guitarra/voz) y Callum McAdam (batería). En 2023 fueron seleccionados como representantes de Irlanda en el Festival de la Canción de Eurovisión con la canción "We Are One".

## Carrera
Wild Youth fue fundada en 2016 en Dublín por Conor O'Donohoe, Callum McAdam, Ed Porter y David Whelan, quienes escriben y producen sus propias canciones. Su sencillo debut, "All or Nothing", fue lanzado en mayo de 2017. Después, se lanzaron varias pistas, que se convirtieron en éxitos en Irlanda. Tras su éxito, la banda realizó giras conjuntas con Lewis Capaldi y Westlife. En 2019, se lanzó su primer miniálbum, The Last Goodbye.
El estilo de la banda ha sido descrito como indie pop con influencias del rock y el R&B. El vocalista principal, Conor O'Donohoe, coescribió la canción irlandesa de Eurovisión 2017 de Brendan Murray, "Dying to Try". Además, ha trabajado en el pasado con Agnetha Fältskog, The Script y Britney Spears.
En febrero de 2023, participaron en Eurosong 2023 con la canción "We Are One". Allí, se clasificaron en primer lugar con 34 puntos, consiguiendo representar a Irlanda en el Festival de la Canción de Eurovisión 2023, participando en la primera semifinal el 9 de mayo.

## Discografía

### Sencillos
| Título       | Año  | Posiciones más altas en listas |
| Título       | Año  | IRA                            |
| ------------ | ---- | ------------------------------ |
| "We Are One" | 2023 | 93                             |